# Euro Truck Simulator
Euro Truck Simulator (сокр. ETS) — компьютерная игра в жанре симулятора водителя-дальнобойщика с элементами экономической стратегии, разработанная чешской компанией SCS Software и выпущенная 29 августа 2008 года. Положила начало серии Truck Simulator.

## Игровой процесс
Euro Truck Simulator является симулятором водителя-дальнобойщика, при этом упрощённое управление и физика роднят её с аркадными гонками. Действие игры разворачивается в центральной и западной Европе. Перед началом прохождения игрок выбирает стартовую страну и грузовик. Заключив договор на перевозку груза, игрок получает полуприцеп, который необходимо доставить в другой город за вознаграждение. Всего в игре 17 городов. В начале игры игрок будет возить заказы в соседние страны; чтобы получить доступ к более выгодным перевозкам в дальние страны, игрок должен договориться с посольством и коммерческими компаниями об организации торгового пути. Также дополнительные лицензии нужны для перевозки опасных грузов, например, кислоты или бензина.
Находясь в пути, игрок должен следить за уровнем топлива и усталостью персонажа. Нарушив правила дорожные движения, игрок получит штраф, а попав в дорожно-транспортное происшествие будет вынужден компенсировать стоимость испорченного груза. Временного ограничения на перевозку грузов нет, однако долгое время в пути выльется в бо́льшие расходы на топливо.
Минута игрового времени примерно соответствует секунде реального. В игре реализован цикл смены дня и ночи.

## Разработка
Euro Truck Simulator разработан чешской студией SCS Software, ранее работавшей над серией 18 Wheels of Steel и играми Bus Driver и OceanDive, на основе движка Prism3D. Игра была выпущена на европейском рынке 29 августа 2008 года. Изданием игры на территории России, стран СНГ и Балтии занималась компания «Акелла».

## Рецензии и оценки
| Сводный рейтинг       | Сводный рейтинг |
| Агрегатор             | Оценка          |
| --------------------- | --------------- |
| MobyRank              | 50 %            |
| Русскоязычные издания |                 |
| Издание               | Оценка          |
| Absolute Games        | 30 %            |
| «НИМ»                 | 6,9/10          |

Игра получила смешанные отзывы критиков, усреднённая оценка критиков на MobyGames составляет 50 %. Критики сошлись во мнении, что игровой процесс ETS расслабляет.
Антон Цепулин из «Навигатора игрового мира» оценил игру в 6,9 баллов, назвав её «скромной, но со вкусом», и похвалив прогресс по сравнению с 18 Wheels of Steel. McMesser из Absolute Games раскритиковал игру, заявив, что по функционалу она уступает прошлым представителям жанра.